# Loön
Loön är en by i Styrnäs socken i Kramfors kommun, belägen vid norra stranden av Ångermanälven  mellan Hammarsön, i Ytterlännäs socken och Lo. SCB har för bebyggelsen i byn och en del i grannbyn i söder, Hammarsön,, avgränsat och namnsatt småorten Loön och del av Hammarsön. Vid småortsavgränsningen 2015 hade folkmängden i området minskat till under 50 personer och småorten upplöstes.